# ويليام لي ستودارت
ويليام لي ستودارت (بالإنجليزية: William Lee Stoddart)‏ (1868–1940)؛ مهندس معماري أمريكي، اشتهر بتصميم الفنادق الحضرية في شرق الولايات المتحدة الأمريكية. ولد في تنافلي في نيو جيرسي، والتحق بجامعة كولومبيا، رغم أنه من غير المؤكد ما إذا كان قد تخرج جامعيًا، ثم عمل في مكتب جورج بي. بوست لمدة عشر سنوات قبل أن يفتتح مكتبه الخاص.

## الحياة الشخصية
تزوج ستودارت من ماري إليزابيث باول في مدينة أتلانتا عام 1898، واستقروا في بلدة مايوود. بعد ما يقرب من عقد من العيش معًا، انفصلا، الأمر الذي أصبح موضوع فضيحة في صحف نيويورك. (عند الطلاق، عاشت السيدة ستودارت مع أطفالها الثلاثة في رينو في ولاية نيفادا.) وفي 1 نوفمبر 1909، رفعت دعوى للطلاق بدعوى «القسوة المفرطة». في أواخر تشرين الثاني (نوفمبر)، رفع ستودارت دعوى مضادة. وزعم أن انجذاب زوجته لأحد أصدقائه روبرت إل. شيب، أدى إلى انهيار الحياة الزوجية معها. خلال هذه الفترة اعتُبرت القضايا الزوجية فضيحة، حيث نشرت صحيفة نيويورك تايمز ثلاث رسائل شخصية حميمة من السيدة ستودارت، وتوسلت للحصول على انفصال قانوني ودعم مالي.
وفقًا لنعي ستودارت، حدث الطلاق عام 1908. ومع ذلك عندما ينظر الباحث إلى المقالتين المنشورتين في عام 1909 والتي تصف دعوى الطلاق والدعوى المضادة، فمن المحتمل أن يكون الطلاق قد وقع في عام 1909.
في 19 يوليو 1923، تزوج ويليام ستودارت مرة أخرى في مدينة أشفيل بولاية نورث كارولينا. أمضى ستودارت سنواته الأخيرة في بلدة لارشمونت، نيويورك وتوفي بجلطة دماغية في 2 أكتوبر 1940 عن عمر يناهز 71 عامًا في مستشفى في نيو روشيل، نيويورك.

## نهج التصميم
افتخر ستودارت بالتصميم الفعال والعقلاني لفنادقه، مما عكس الحماس للإدارة العلمية لعصره. أعرب عن نهجه في تصميم الفنادق كسلسلة من القواعد أو الصيغ التي من شأنها أن تؤدي إلى أقصى قدر من الربحية.
كانت فلسفته في التصميم مماثلة لفلسفة إلسورث ميلتون ستاتلر في التركيز على الكفاءة في هندسة الفنادق، باستثناء أن فنادق ستودارت كانت أصغر حجمًا وأقل فخامة (على سبيل المثال، لم تكن جميع غرف الضيوف تحتوي على حمامات داخلية) وكانت تلك الفنادق في المدن الأصغر. استهدف كل من ستودارت وستاتلر فنادقهما في خدمة مكانة السوق لممثلي المبيعات المتنقلين.

## الأعمال البارزة: قبل عام 1920
السنوات بين قوسين هي سنوات البناء. بتسلسل زمني:
- منزل جون دبليو فيرجسون، باترسون، نيو جيرسي (1906-1907): على الرغم من تسجيله في السجل الوطني للأماكن التاريخية، فقد تم هدم المنزل في عام 1988.[5]
- مدرسة براوننج، تينافلي، نيو جيرسي (1907): تم بناء هذه المدرسة المبنية من الطوب المكونة من طابقين في 27 ويست تشيستر أفينيو (زاوية طريق تينافلي) بأسلوب يوصف بأنه نهضة النهضة الثانية.[6] تم تحويله منذ ذلك الحين إلى شقق سكنية، تُعرف باسم منزل براوننج.
- فندق سان كارلوس، بينساكولا، فلوريدا (1909-1910): كان هذا الفندق المكون من سبعة طوابق يقع في شارع رقم 1 شمال بالافوكس، وكان يحتوي على 175 غرفة عند افتتاحه.[7] تم توسيعه لاحقًا إلى 403 غرفة خلال عشرينيات القرن الماضي. وأغلق الفندق في عام 1982 وتم هدمه في عام 1993.
- فندق جورجيان تيراس، أتلانتا، جورجيا (1910-1911): بني على طراز عمارة الفنون الجميلة، يتكون هذا الفندق من 10 طوابق وقد تم تجديده مؤخرًا.[8][9]
- فندق تيبي أيلاند، جورجيا (1911): كان هذا المنتجع الشاطئي هو ثاني فندق بهذا الاسم في هذا الموقع. كان به 100 أو 150 غرفة (تختلف المصادر).[7] تم هدمه في عام 1958.
- شقق ديمبسي، ماكون، جورجيا (1912): كان هذا المبنى السكني المكون من تسعة طوابق في البداية عبارة عن فندق مكون من 230 غرفة [7] ويستخدم الآن لشقق كبار السن. يُعرف المبنى باسم ديمبسي أو فندق ديمبسي موتور. تشير بعض المصادر إلى ارتفاعه إلى 11 طابقًا لأن إضافة السبعينيات تحتوي على طوابق أكثر من المبنى الأصلي.
- شقق بونس دي ليون، أتلانتا، جورجيا (1912-1913): هذا المبنى المكون من 11 طابقًا، والذي لا يزال قيد الاستخدام في 75 شارع بونس دي ليون، يقع عبر شارع بونس دي ليون من فندق جورجيان تيراس (أعلاه)، وقد تم تصميمه على طراز عمارة الفنون الجميلة وأسلوب إحياء عصر النهضة. الطوابق من الثاني إلى التاسع تحتوي على شقتين كبيرتين في كل طابق، والطابقين العلويين يتألفان من «أجنحة عازب» صغيرة.[10]
- فندق سافانا، سافانا، جورجيا (1913): يقع هذا المبنى المكون من عشرة طوابق. عندما تم افتتاحه في عام 1913 كان يحتوي على 200 غرفة، أضيفت إليه 100 غرفة أخرى في عام 1921.[11] وقد عُرف أيضًا باسم فندق مانجر أو مبنى مانجر، وهو حاليًا نادي المدينة الأول في سافانا.
- فندق إليس، أتلانتا، جورجيا (1913): تمت إعادة تسمية هذا المبنى المكون من 15 طابقًا باسم بيشتريت في عام 1951، وبعد أن ظل فارغًا لسنوات عديدة، أعيد افتتاحه باسم فندق إليس في عام 2007. في عام 1946، تعرض الفندق لحريق كارثي أدى إلى مقتل 119 شخصًا. من بين 119 حالة وفاة مات 36 بسبب السقوط أو القفز.[12][13][14] كان الفندق يفتقر إلى مخارج الحريق، والسلم الوحيد ليس به أبواب مقاومة للحريق، مما سمح للنيران بالانتشار بسرعة من طابق الأول إلى آخر.
- محكمة مقاطعة شينيكتادي، نيويورك (1913): هذا مبنى كلاسيكي من 4 طوابق، والمهندس المعماري مدرج على أنهما ستودارت ويذرز.[15]
- مبنى ماريون، أوغوستا، جورجيا (1914): كان هذا المبنى المكون من 10 طوابق، الواقع في 739 شارع برود، يُعرف في الأصل باسم مبنى كرونيكل. بعد حريق المدينة عام 1914، تم إصلاح مبنى عام 1916 وإعادة تسميته بمبنى ماريون.[16] المهندسان المعماريان هما ويليام لي ستودارت ومهندس أوغوستا جي. لويد بريشر.[17]
- مبنى لامار، أوغوستا، جورجيا (1913-1918): تم تسمية هذا المبنى المكتبي المكون من 16 طابقًا في 753 شارع برود على اسم جوزيف روكر لامار.[18] استغرق بناء المبنى وقتًا طويلًا لأن بنائه توقف بسبب حريق كبير في عام 1916 دمر جزءًا كبيرًا من وسط مدينة أوغوستا. في 1974- 1975، أدرج في السجل الوطني للأماكن التاريخية.
- فندق توتويلر، برمنغهام، ألاباما (1914): تم هدم هذا المبنى، الذي كان يقف عند زاوية شارع 20 شمالًا وفيفث أفينيو نورث في عام 1974. فندق توتويلر الحالي ليس نفس الهيكل على الرغم من أنه يقع في مبنى تاريخي من نفس الحقبة.
- كونالي بيلدينج، أتلانتا، جورجيا (1915): يقع في 54 شارع بيتشتري (زاوية شارع ألاباما)، بجوار مركز البيع بالتجزئة، تم تجديد هذا المبنى على نطاق واسع لدرجة أنه لا يشبه التصميم الأصلي إلا قليلًا. كان هذا في الأصل مبنى مكاتب مكونًا من ستة طوابق بواجهة من الطين والتي حلت محل مبنى كونالي السابق في الموقع.[19] في الثمانينيات تمت إضافة أحد عشر طابقًا وتم تحويلها إلى فندق.[20] وقد تم تشغيله تحت أسماء هوارد جونسون بلازا سويتس، ومؤخرًا أصبح فيرفيلد باي ماريوت.[21]
- فندق بن هاريس، هاريسبرج، بنسلفانيا (1918): يقع هذا المبنى المكون من 12 طابقًا في ثيرد وولنات ستريتس في هاريسبرج. عند افتتاحه في عام 1918، كان يحتوي على 250 غرفة، تم توسيعها لاحقًا إلى 400 غرفة بعد أن تم بناء إضافة في عام 1925. تم تشغيل الفندق من قبل رجل الأعمال في شلالات نياجرا فرانك دودلي وشركة الفنادق المتحدة في عام 1933.[22] تم إغلاق الفندق في ديسمبر 1972 وتم هدمه في عام 1973.
- فندق أو هنري، جرينسبورو، نورث كارولينا (1917-1919): يحتوي هذا الفندق المكون من ثمانية طوابق على 170 غرفة، تحتوي كل غرفة على حوض استحمام.[7][23][24] كان في الزاوية الجنوبية الغربية لشارع نورث إلم وشارع بيلميد. بعد اندلاع حريق في عام 1976، أصبح الفندق فارغًا وتم هدمه في عام 1979. لا ينبغي الخلط بين هذا الفندق وفندق 1998 الذي يحمل نفس الاسم في موقع مختلف في جرينسبورو.
- فندق فاراغوت، نوكسفيل، تينيسي (1917-1919): تم تحويل هذا الفندق المكون من 9 طوابق [25][26] في ويست كلينش أفينيو وساوث جاي ستريت إلى مكاتب وكان يُعرف باسم مبنى فاراغوت. في عام 2009 أعيد افتتاحه كمبنى سكني سكني معروف باسم فراجوت.[27]
- ملحق القسم الشمالي لمركز مونتيفيوري الطبي، برونكس، نيويورك (1919): يقع هذا المبنى الخرساني المكون من ثلاثة طوابق في 4401 شارع برونكس، زاوية شارع نيريد (شارع 238 سابقًا). تم بناؤه في الأصل كمصنع.[28]

## معرض صور

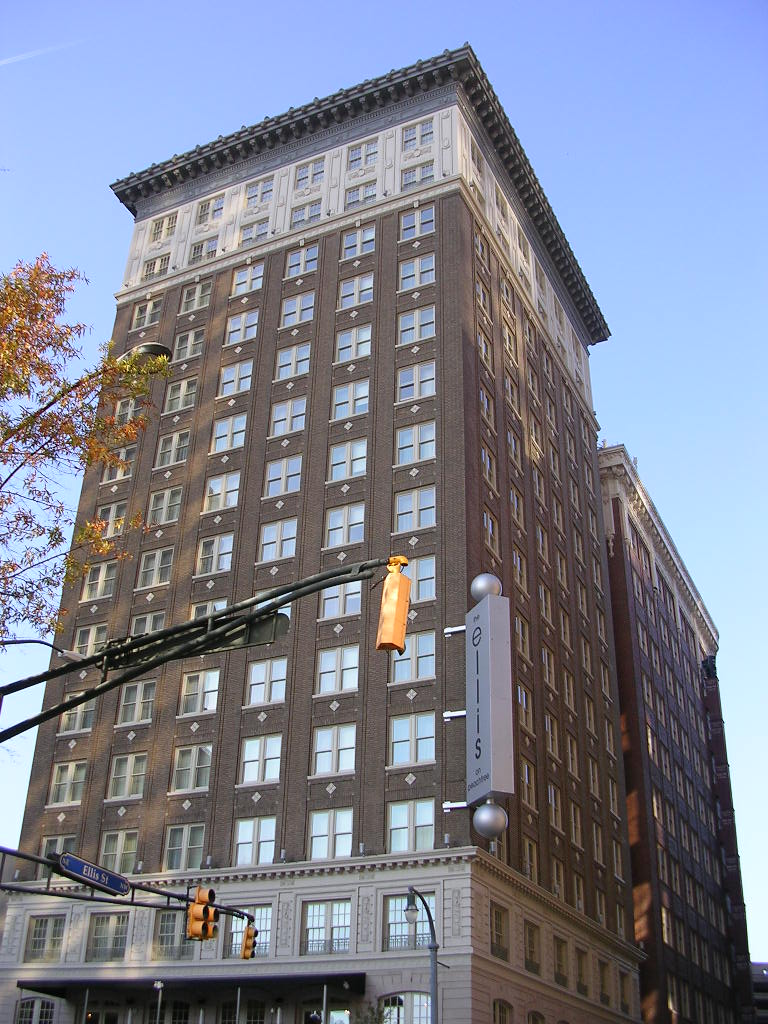
فندق واينكوف (ويُسمى الآن فندق أليس)، ويقع في أتلانتا، جورجيا
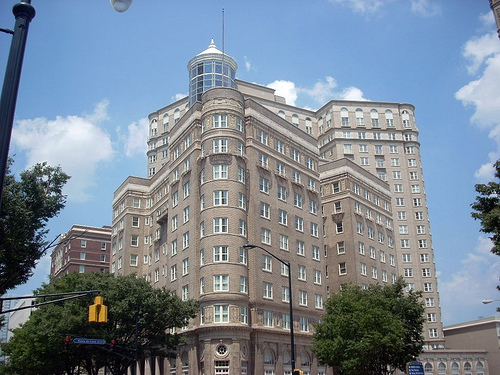
فندق جورجيان تيراس  [لغات أخرى]‏، أتلانتا، جورجيا
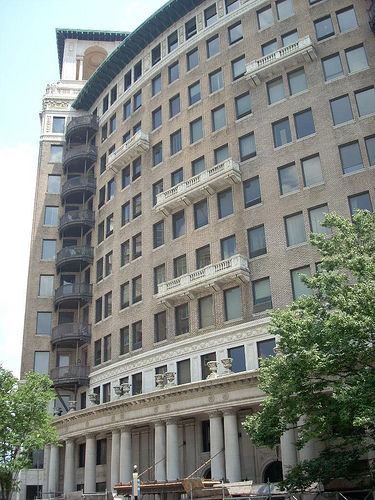
شقق بونس دي ليون، أتلانتا، جورجيا
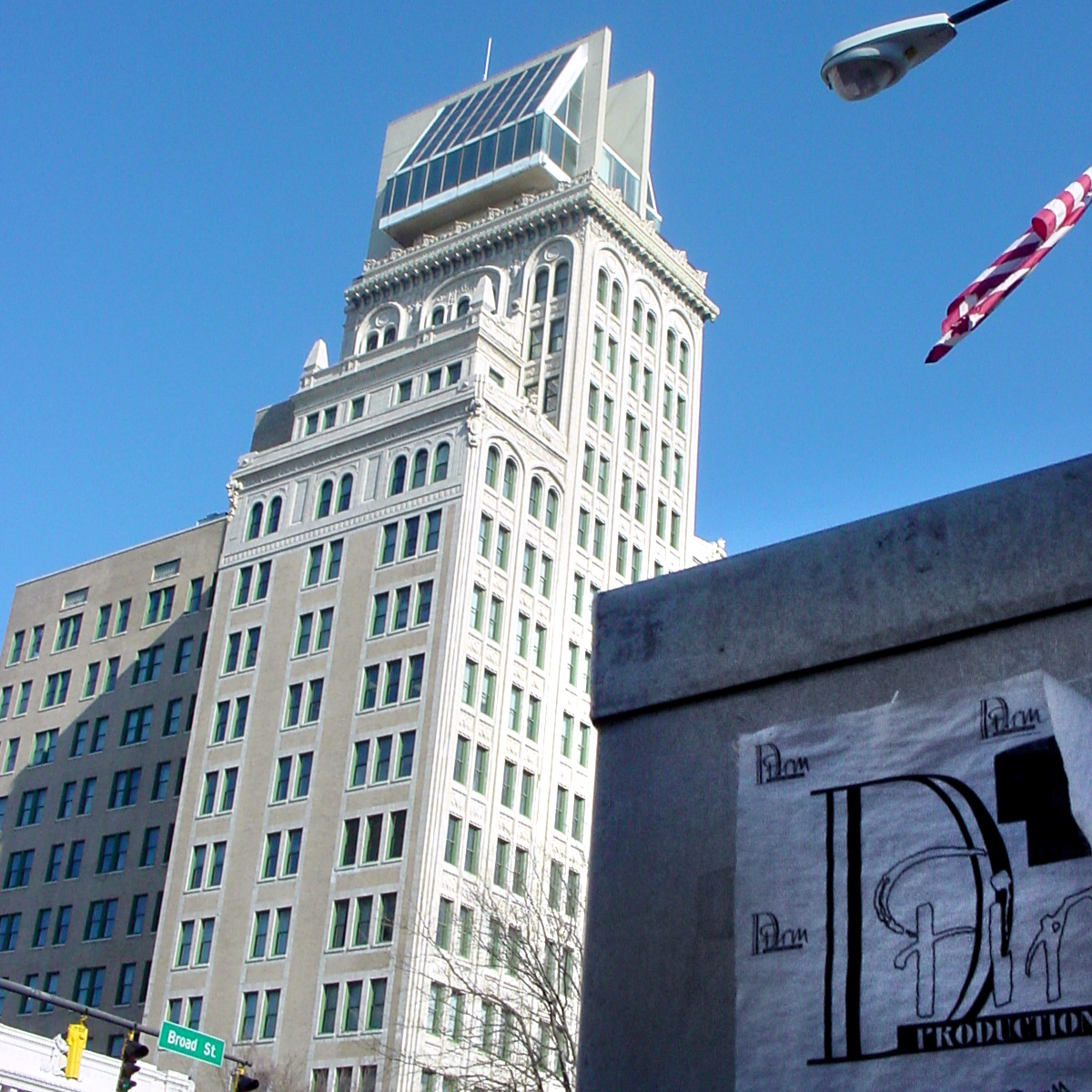
مبنى لامار أوغوستا، جورجيا
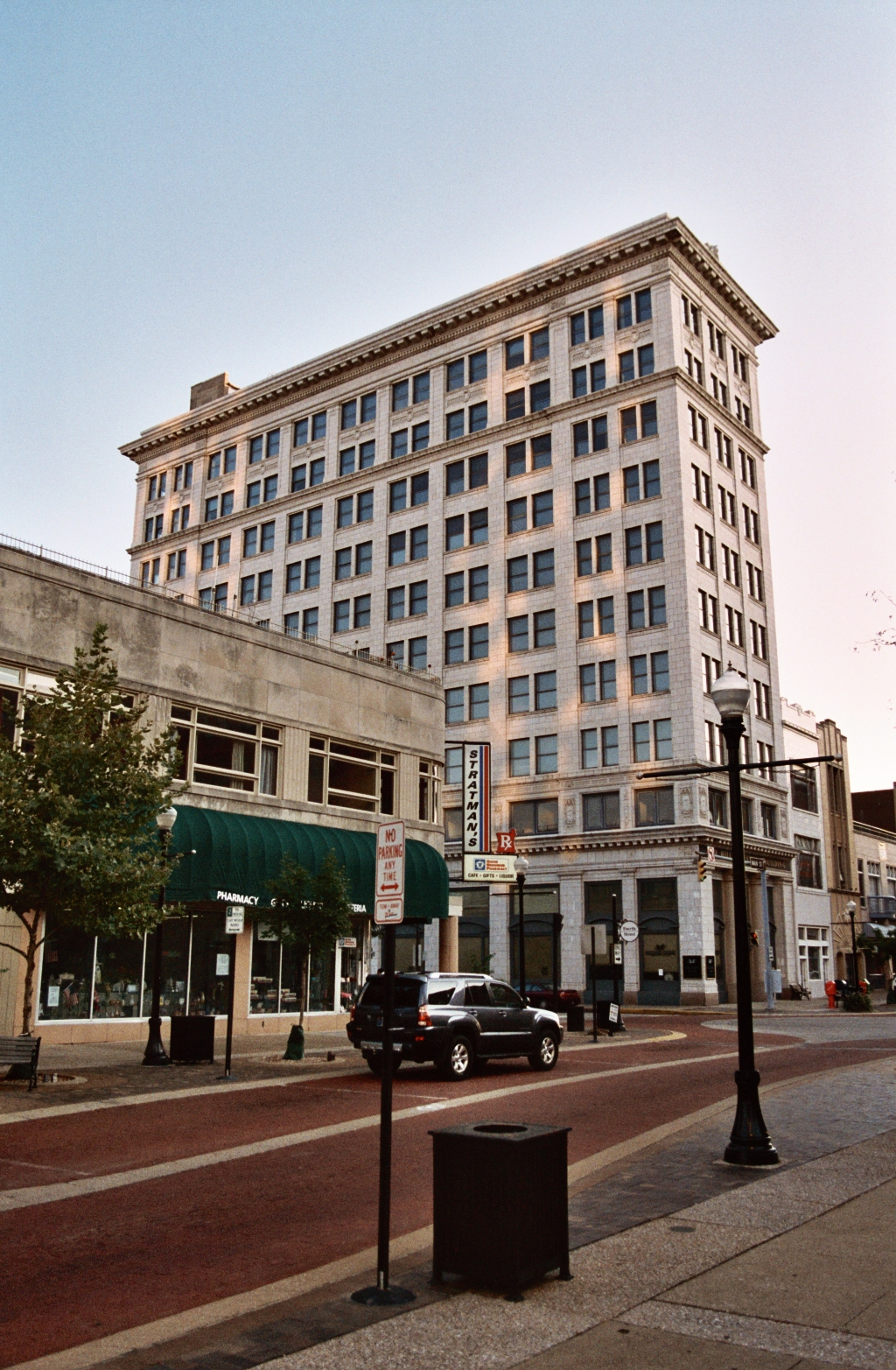
بنك المواطنين الوطني (مبنى هيليارد ليونز) إيفانسفيل، إنديانا
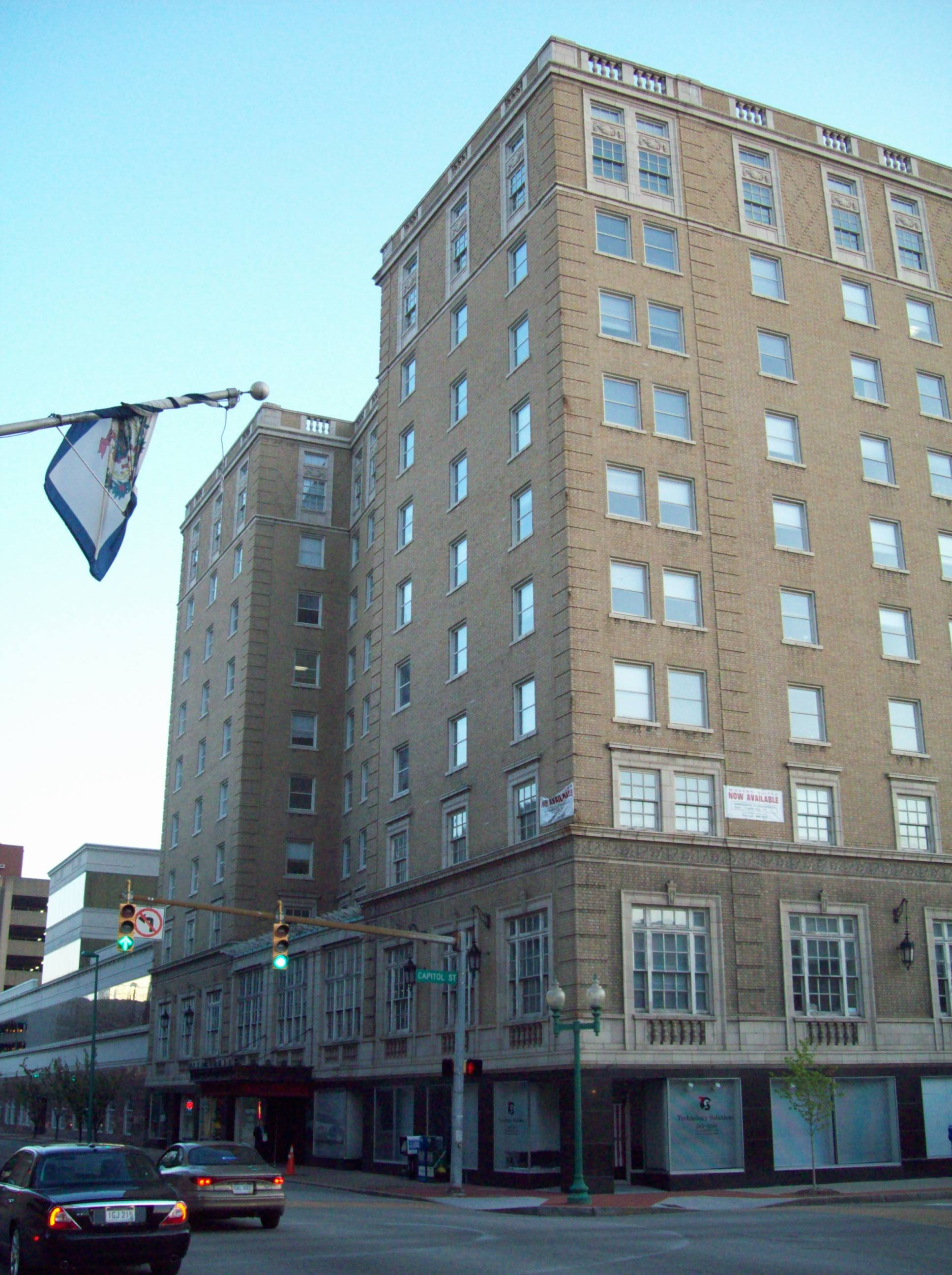
فندق دانيال بون تشارلستون، فيرجينيا الغربية
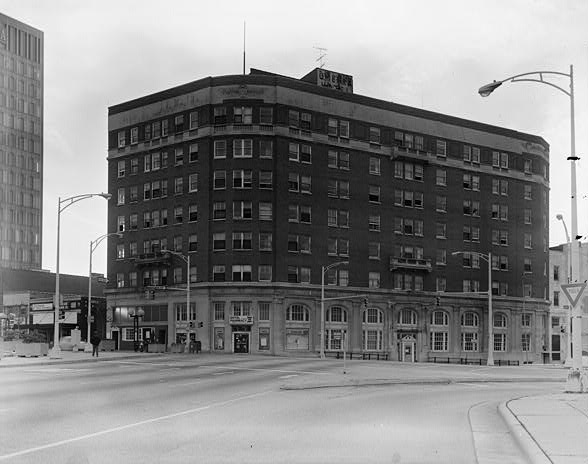
الجزء الخارجي من فندق O. Henry جرينسبورو بولاية نورث كارولينا (مهدمة)
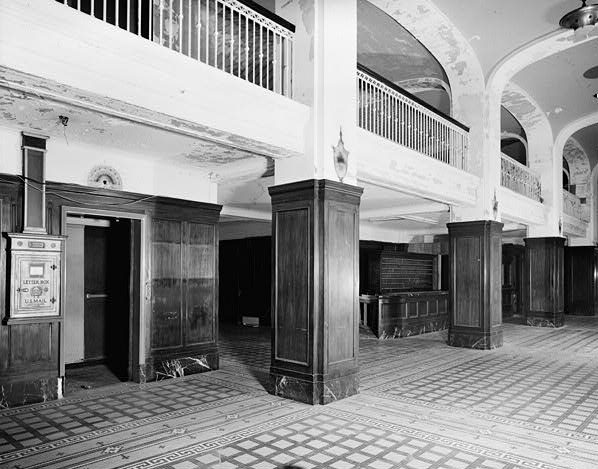
بهو فندق O. Henry جرينسبورو بولاية نورث كارولينا (مهدمة)
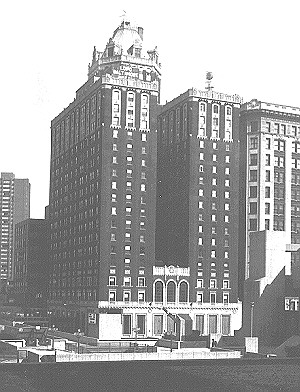
فندق لورد بالتيمور بالتيمور، ماريلاند
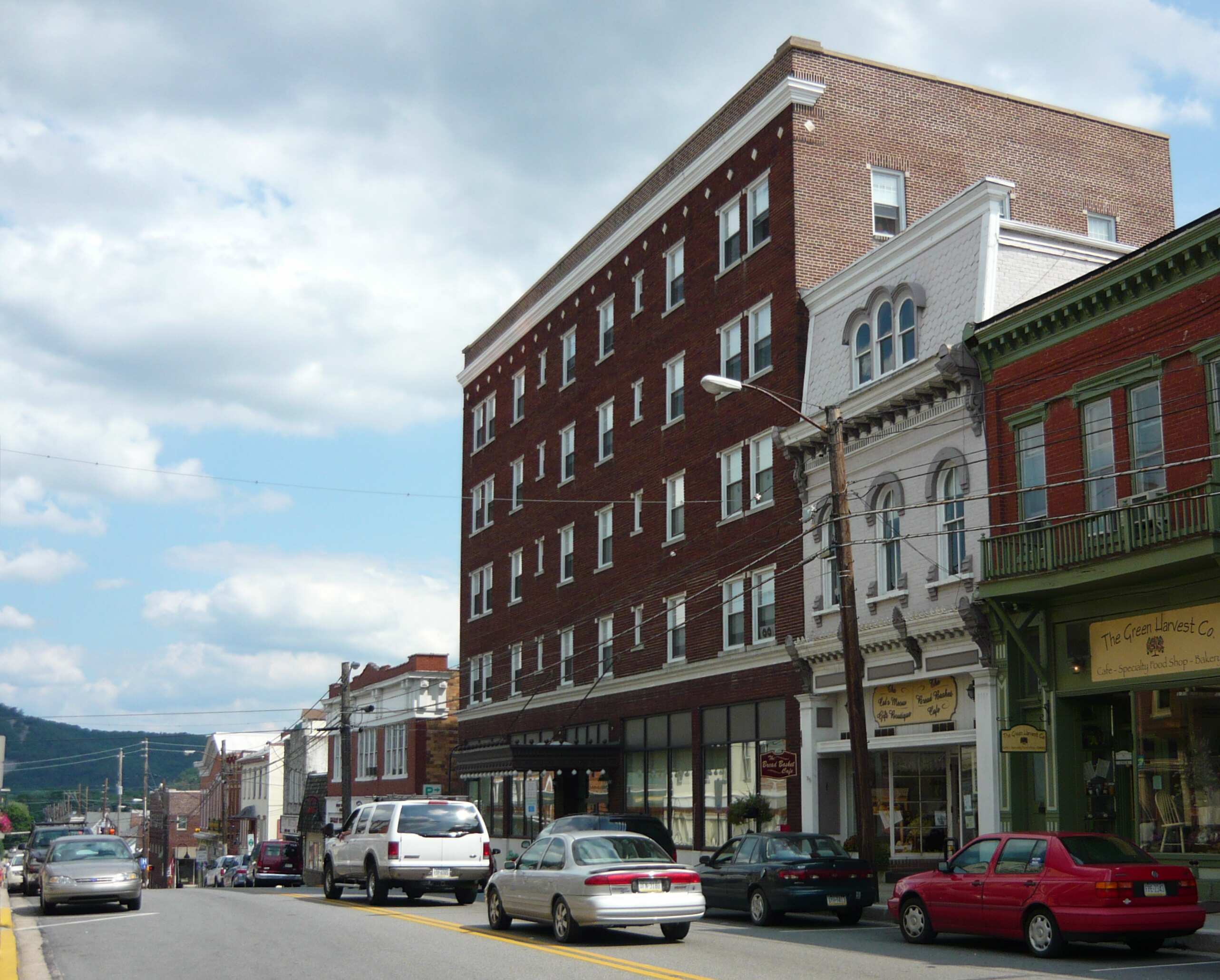
فندق بنسلفانيا (فندق بين بيدفورد) بيدفورد، بنسلفانيا
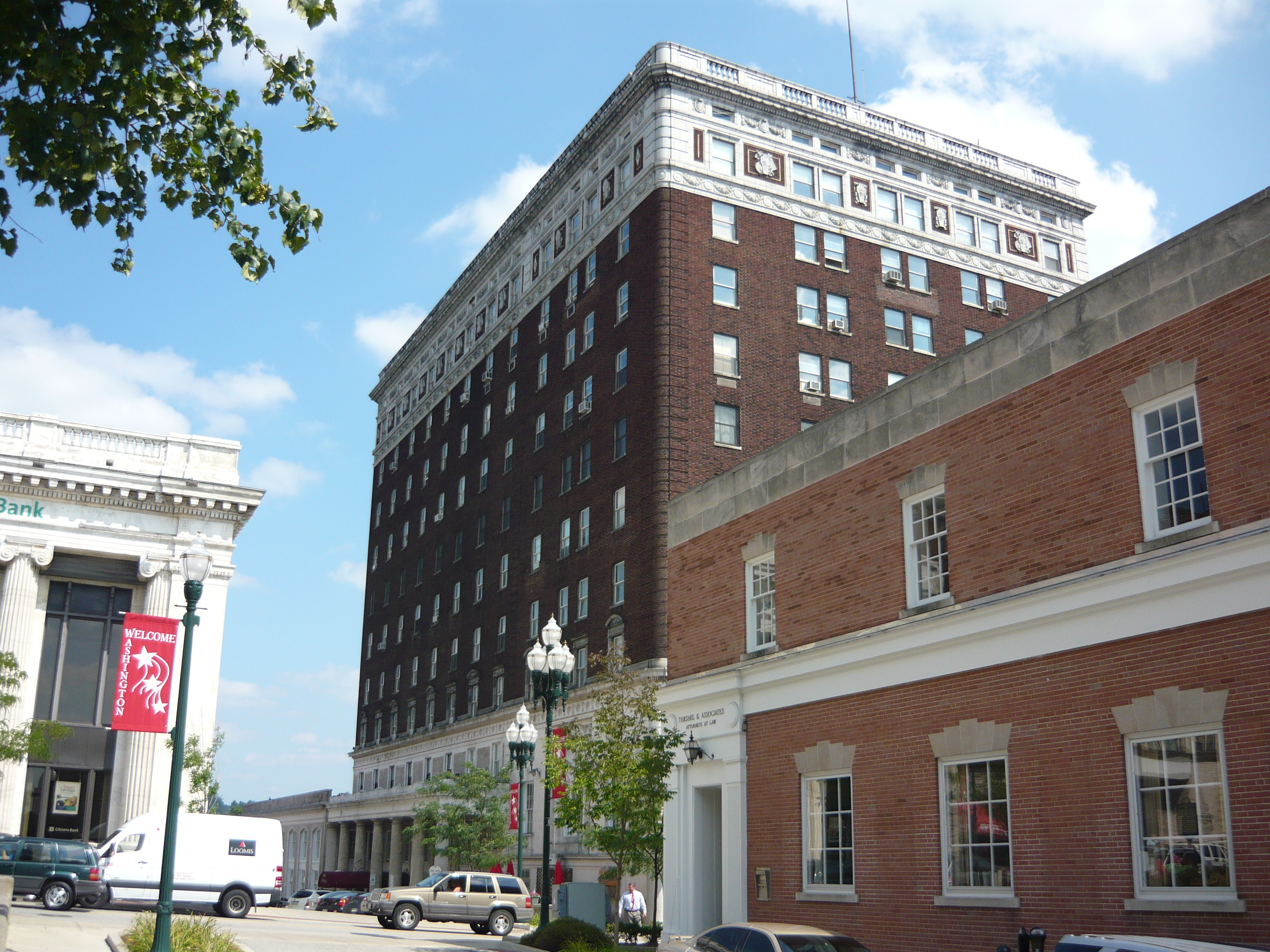
فندق جورج واشنطن واشنطن، بنسلفانيا
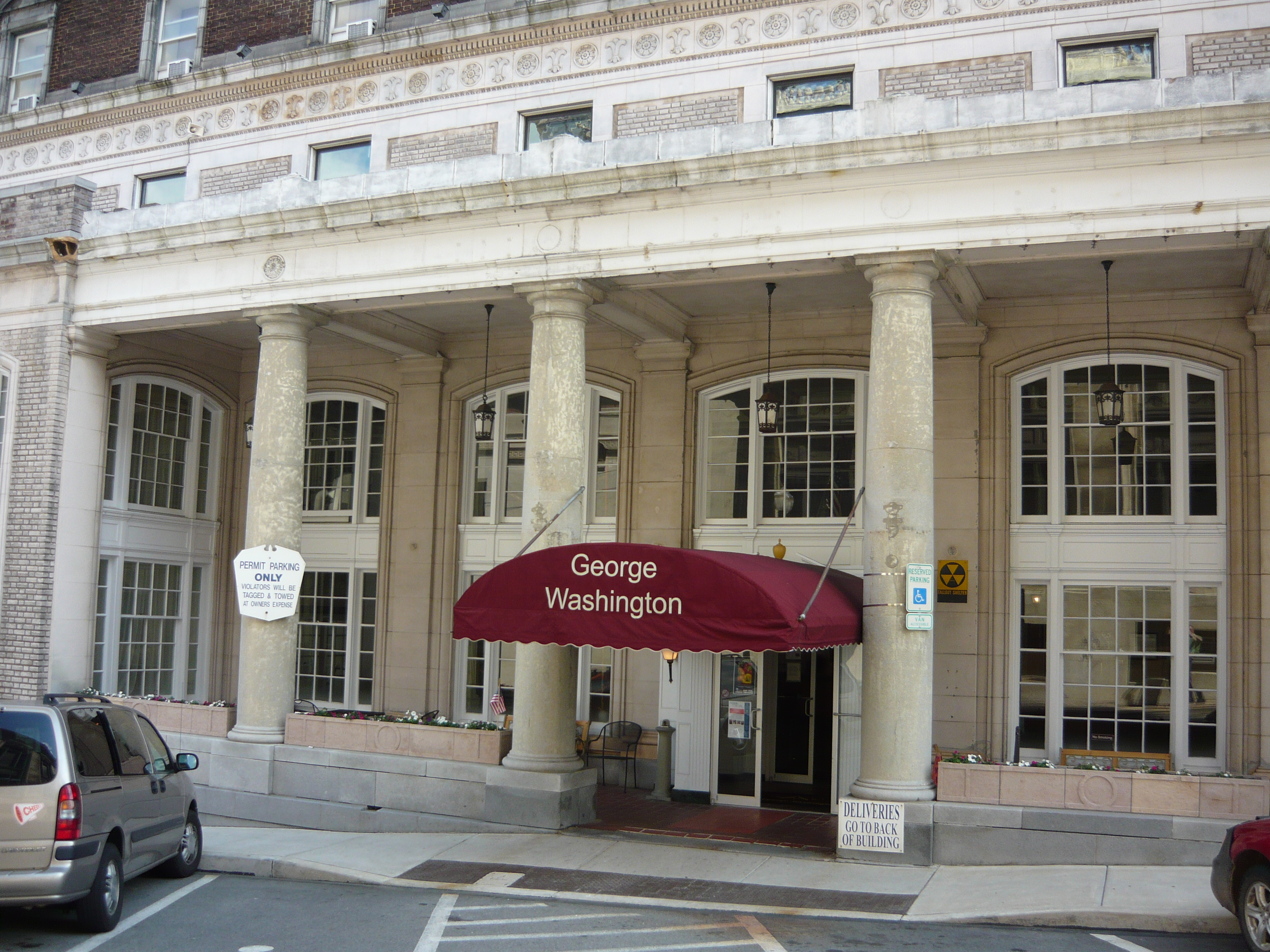
تفاصيل مدخل فندق جورج واشنطن واشنطن، بنسلفانيا
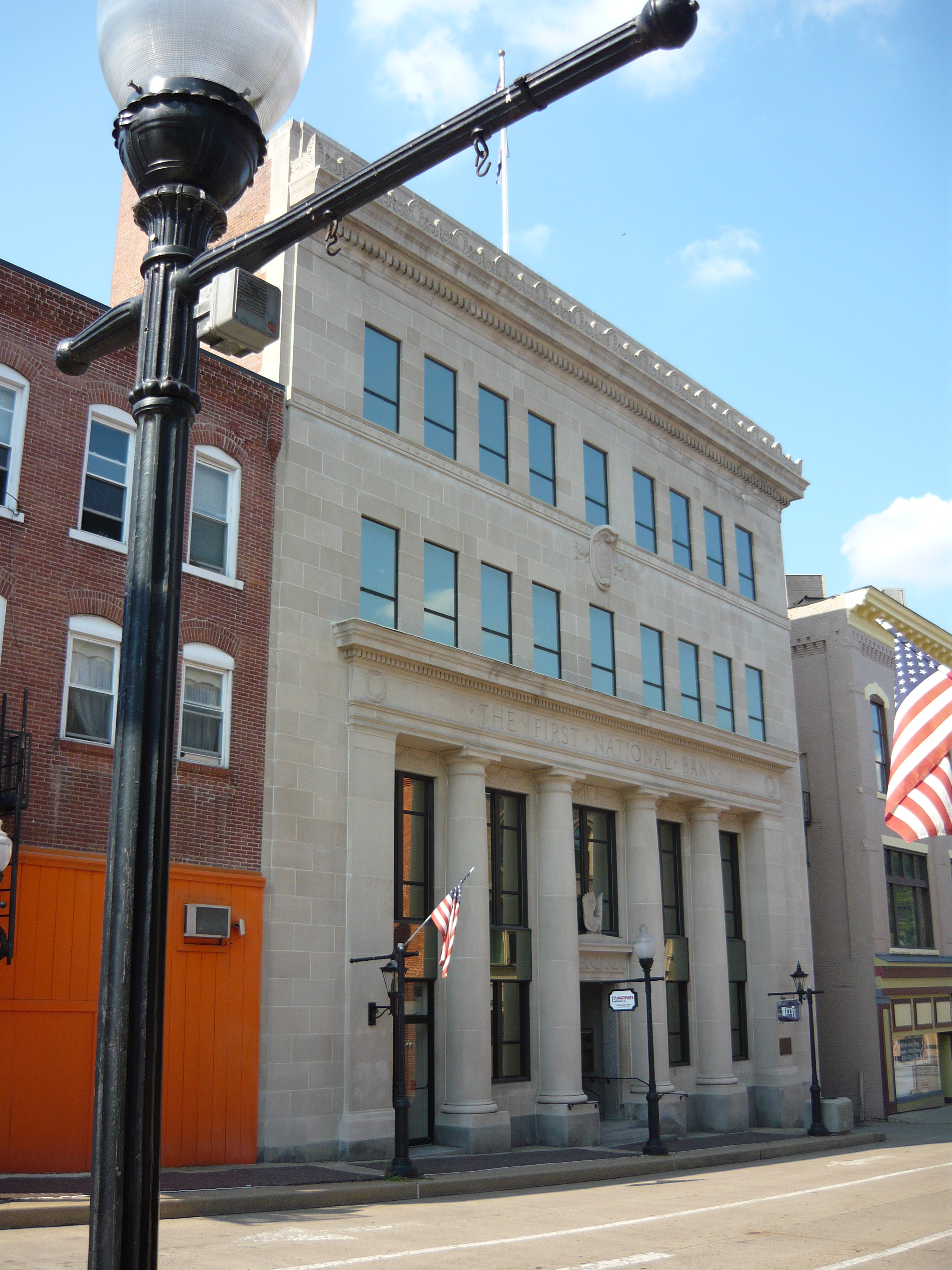
البنك الوطني الأول شارلروا، بنسلفانيا
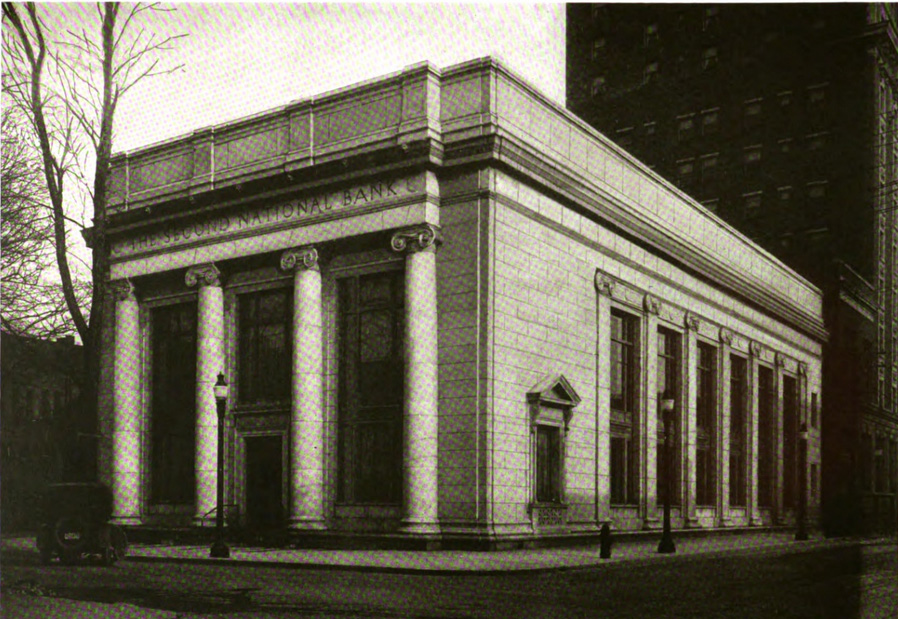
البنك الوطني الثاني إيري، بنسلفانيا (هدمت)
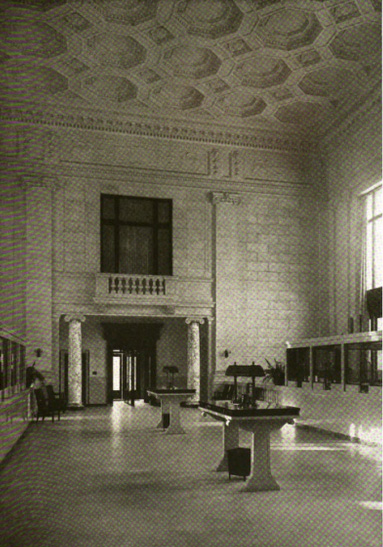
البنك الوطني الثاني إيري، بنسلفانيا (هدمت)
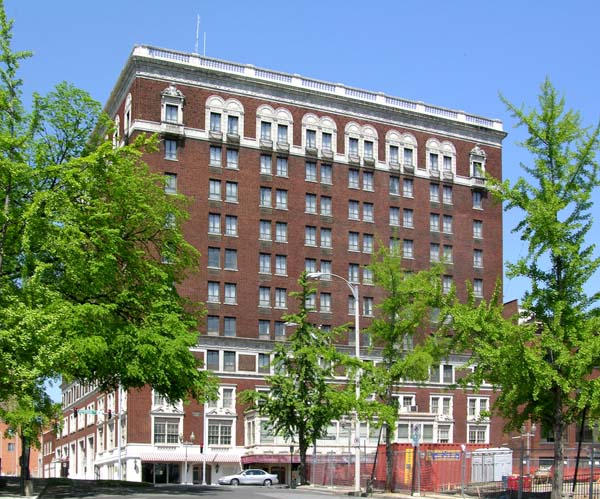
فندق باتريك هنري رونوك، فيرجينيا
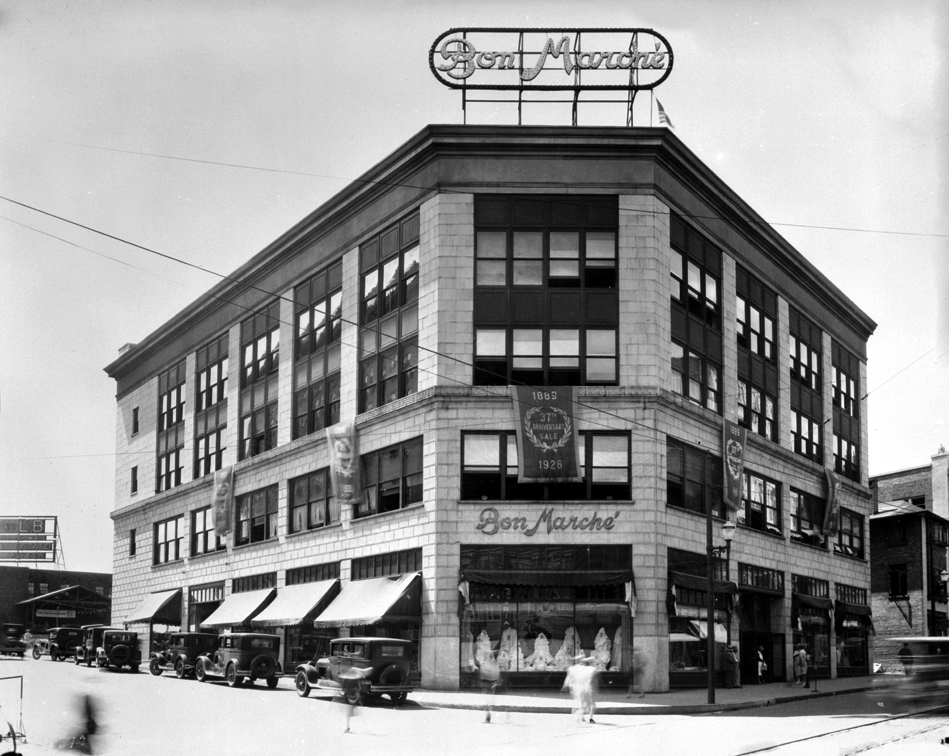
مبنى بون مارشيه أشفيل، نورث كارولينا
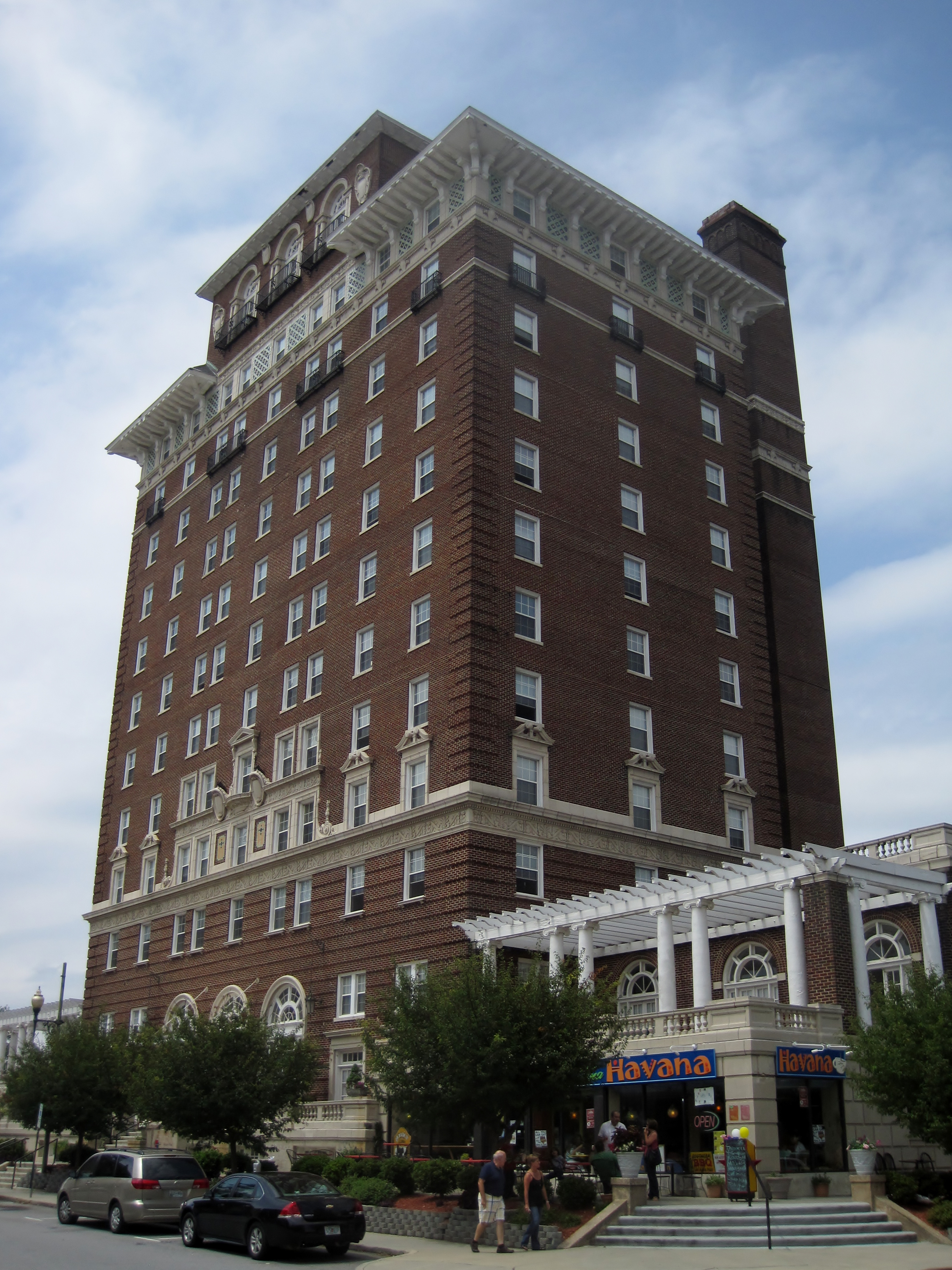
فندق باتيري بارك أشفيل، نورث كارولينا
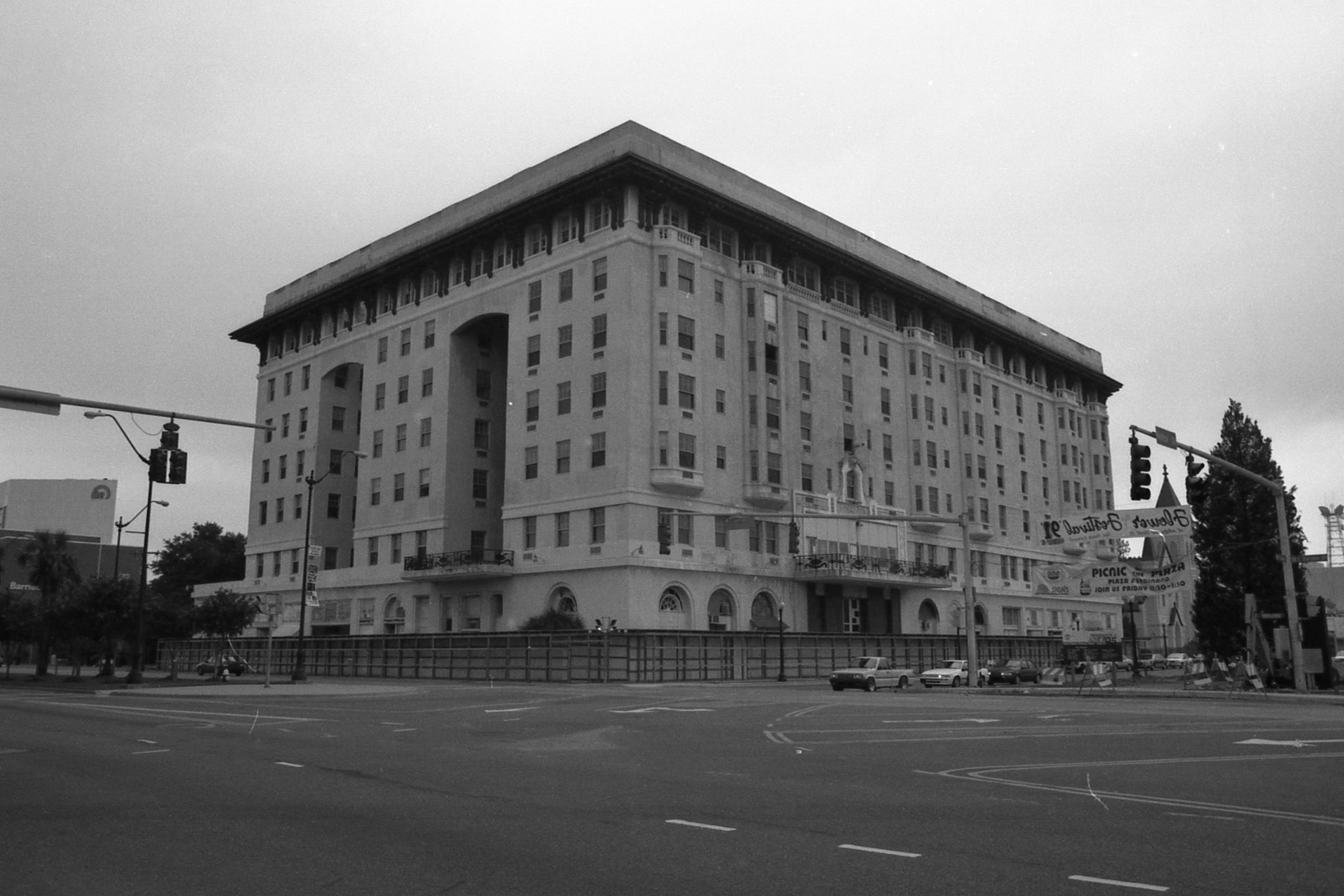
فندق سان كارلوس بينساكولا، فلوريدا (هدمت)

## كتابات ستودارت
- Stoddart، W.L. (1923). "The hotel for the typical American city". Architectural Forum. ج. 39 ع. 5: 245–252. ISSN:0003-8539.
- Stoddart، W.L. (1924). Planning the New Hotel. New York: Ahrens. مؤرشف من الأصل في 2020-08-11.
- Stoddart، W.L. (1926). "Designing the small city hotel". Architectural Forum. ج. 44 ع. 2: 109–128. ISSN:0003-8539.
- Stoddart، W.L. (1930). "The hotel for the small city". Architectural Forum. ج. 53 ع. 4: 485–492. ISSN:0003-8539.